# Aleth
Per la comuna d'Alet al Llenguadoc-Rosselló, al departament de l'Aude, vegeu Alet
Aleth o ciutat d'Aleth (igualment escriu Alet) va ser un temps la capital del poble celta dels curiosolites (tret del període en el qual Corseul va tenir aquest privilegi), després va ser un lloc fort galo-romà, una ciutat a l'edat mitjana i finalment una fortalesa en els segles següents. Estava construïda a la sortida del riu Rance, sobre un promontori ocupat avui per Saint-Servan que és un barri de Saint-Malo, fent front a la «ciutat dels corsaris».

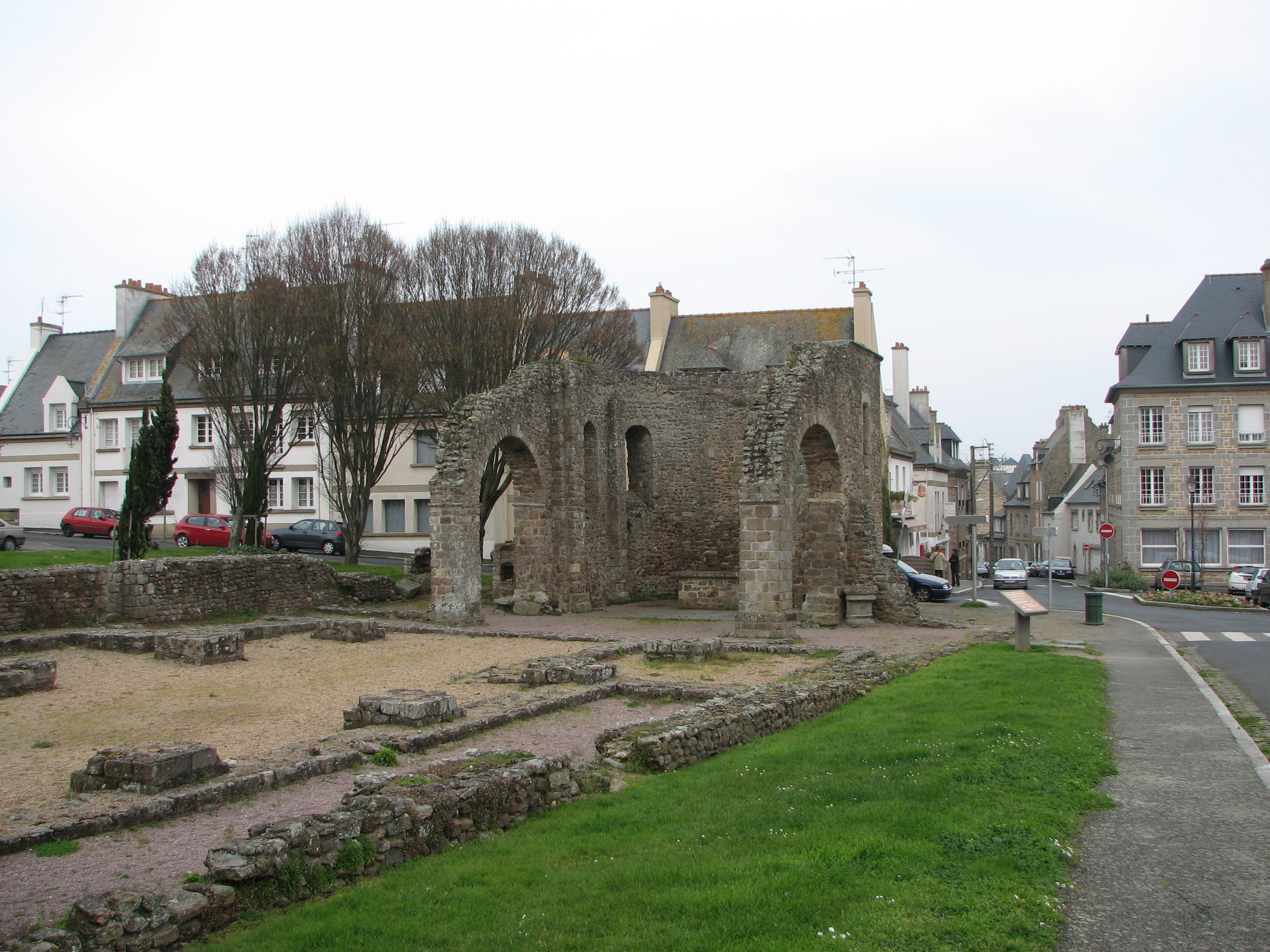
Ruïnes de la catedral Saint-Pierre

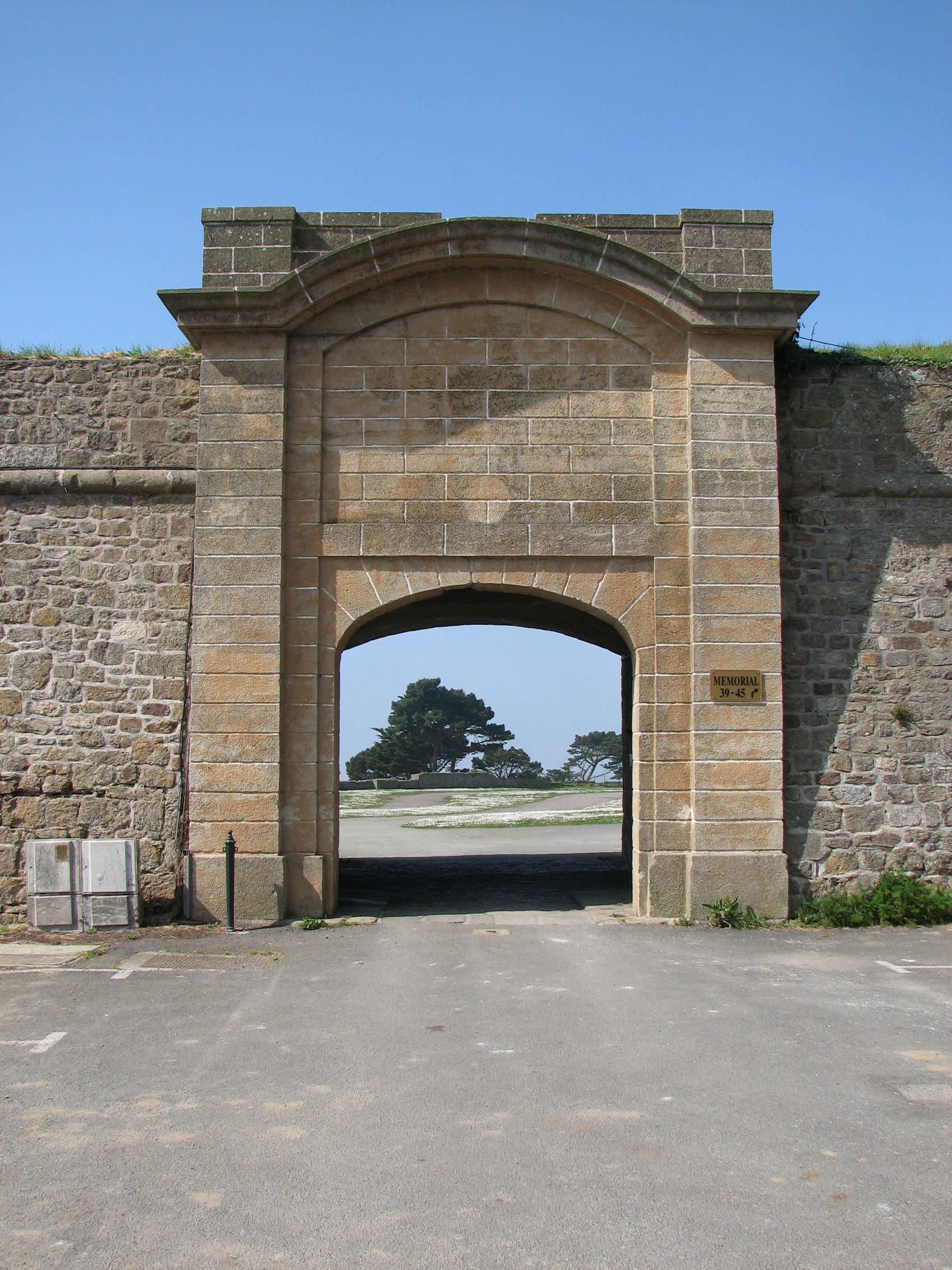
Porta de l'antic fort

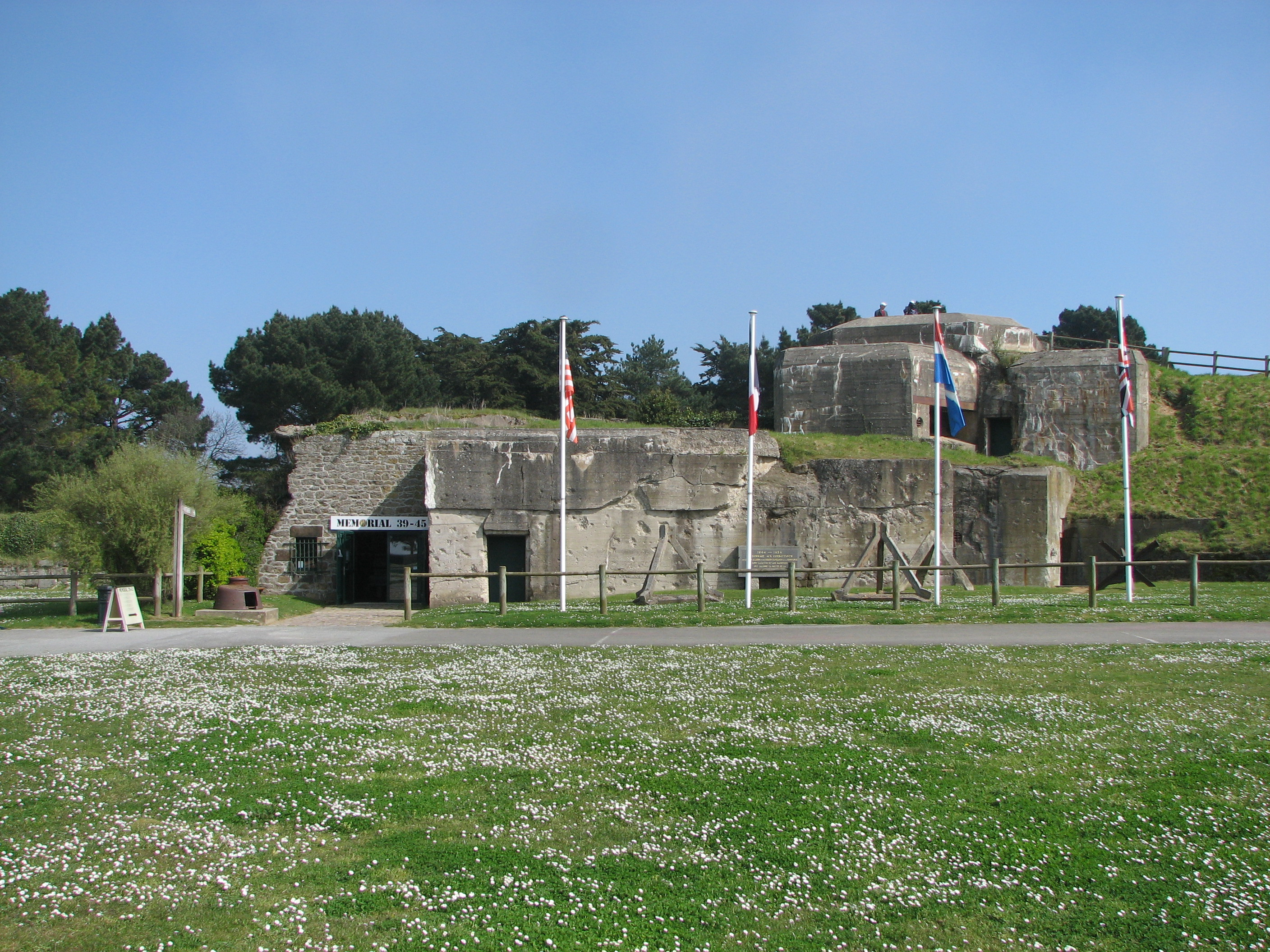
El memorial 39-45 al refugi antiaeri dins del fort

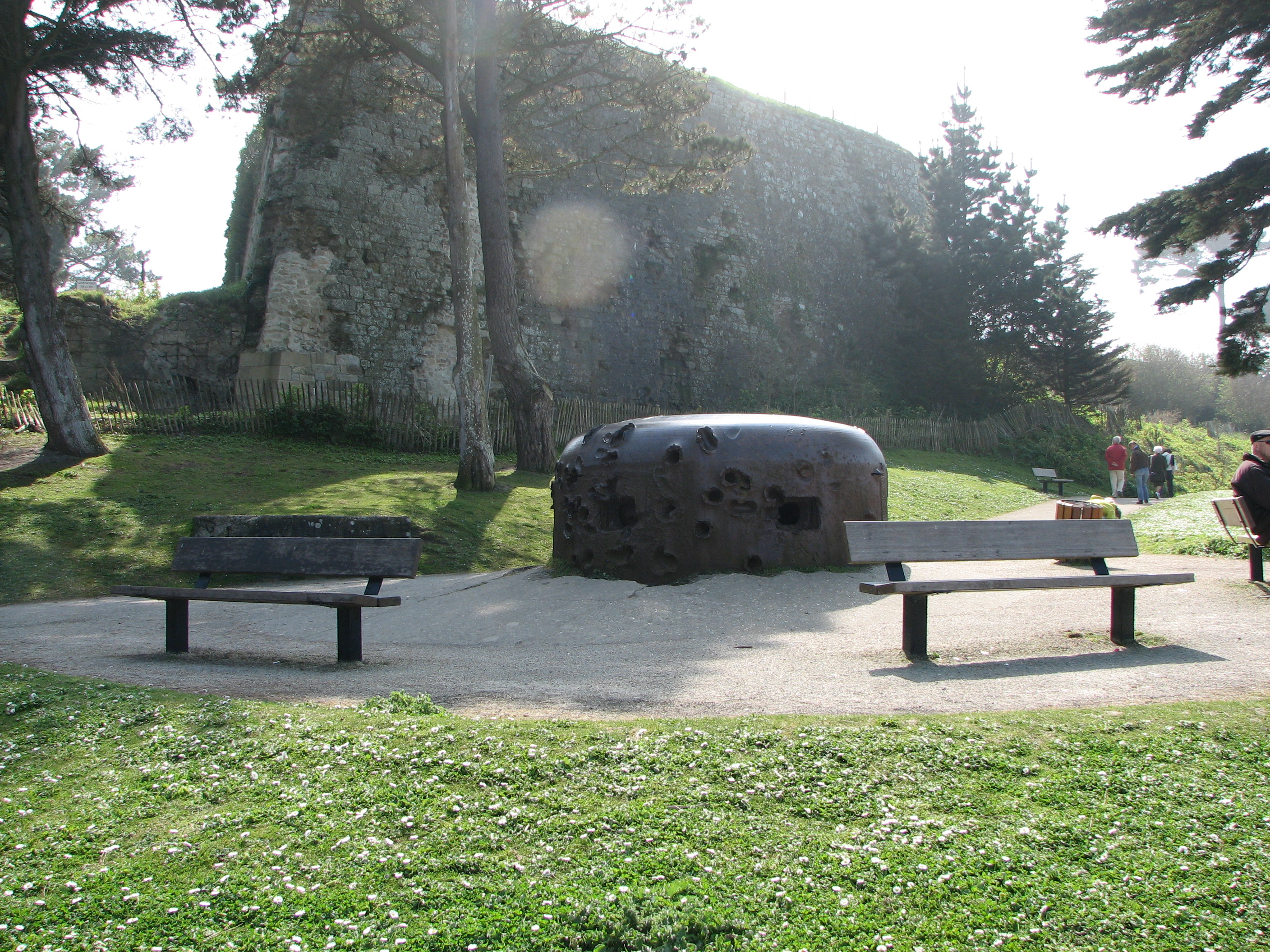
El passeig envoltant la ciutat d'Aleth amb un dels vuit fortins alemanys, marcat amb nombrosos impactes de tir i en segon pla, el vestigi de l'antic mur galo-romà

## Període Cèltic
Des del Neolític, va ser habitada per l'home. Els fenicis hi van estar abans d'arribar al riu Rance; van deixar una creu hel·lènica esculpida a la roca a l'ansa de Saint-Père. Van començar a comerciar entre la regió i la «gran illa» (la Gran Bretanya).
En 80 aC, els curiosolites, una de les cinc tribus celtes que ocupen l'Armòrica, s'hi van establir i van construir una ciutat de la qual van fer la seva capital. El nivell del mar en aquesta època se situava a 8 metres sota el nivell actual.

## Període galo-romà
La ville serà ocupada pels romans que van frenar l'expansió de la ciutat quan la van incendiar vers l'an 10, per forçar als habitants a emigrar cap a Corseul. Aleth va desaparèixer i va esdevenir Reginca (nom qui designava també el riu Rance). Les construccions en pedra van aparèixcer. Fou seu de la legió de Mart a l'època galo-romana.
Cap a 270 o 280, en un context general d'inseguretat, les autoritats fortificaren el promontori d'Aleth. Una muralla de 3 a 4 metres d'alçada fou construïda seguint el contorn dels penya-segats, sobre una longitud de 1400 metres. La muralla estava dotada amb torres quadrades. De les fortificacions romanes, no subsisteix actualment més que un pany de paret que fa front a intra-muros de Saint-Malo i alguns dels fonaments del recinte de la torre Solidor.

## L'edat mitjana
Els romans van abandonar la ciutat. Va tornar a ser llavors la capital dels curiosolites però va declinar ràpidament i no fou fins al 575 que Tudunal va intentar el seu redreçament i Aleth va esdevenir la principal defensa contra la invasió dels francs a la regió.
Va ser destruïda al segle v pels alans, després pels saxons. Després, cap a 538, un clergue vingut de Gal·les, de nom Mac'h Low (o Maclou) del que deriva Malo va desembarcar a l'illa de Cézembre situada davant la ciutat, per anar a reunir-se amb l'eremita Aaron sobre l'illot rocós del front, anomenat Kalnach, que aviat portaria el seu nom, i sobre el qual es va desenvolupar la ciutat de Saint-Malo. Quan Aaron va morir, Maclou va tornar a Aleth i es va convertir en el primer bisbe de la ciutat (el 590) que es va aixecar de les seves ruïnes. Entrat en conflicte amb els Aletins, Malo se'n va anar de la ciutat cap a Saintes on va morir un 15 de novembre cap a l'any 621. Les seves relíquies seran traslladades a la catedral d'Aleth el 672, abans de ser dispersades al segle x en el moment de les invasions normandes.
Els Francs saquejaran la ciutat a la fi del segle viii, incendiant habitatges i església. La ciutat serà promoguda al rang de bisbat al segle ix i veurà la construcció d'una nova església, la catedral de Saint-Pierre, sobre el mateix emplaçament que l'antiga església.
Aleth i la seva regió experimentaran diversos raids dels normand en el curs dels segles IX i X. Serà ocupada i la seva catedral saquejada i de nou destruïda. Una nova catedral serà construïda sobre l'emplaçament de l'antiga. Són les ruïnes d'aquesta última les que es poden veure actualment, posades a la llum en els escorcolls intentats el 1972 que ha posat al dia el conjunt de les seves fundacions.
Per protegir-se d'aquests repetits raids, molts dels habitants de la península d'Aleth s'havien refugiat a la roca de Saint-Malo, situada de cara i més fàcil de defensar. Aquest illot no protegia llavors més que una petita comunitat monàstica. Aquesta nova ciutat suplantarà progressivament la ciutat d'Aleth i, al segle xii, el bisbat serà transferit allí pel bisbe Joan de la Grille. Un canvi de la topografia de l'estuari del Rànce és també a l'origen del declivi d'Aleth. Una pujada progressiva de les aigües d'alguns metres en el transcurs dels segles va reduir considerablement els bancs d'embarrancament davant Solidor, bancs dels quals els vaixells se servien per descarregar les seves mercaderies mentre que, al mateix temps, els baixos que separaven Aleth de l'illot de Sant Malo es trobaven immergides a la marea alta, permetent la creació d'un port per a la nova ciutat.
El 1255, la ciutat d'Aleth dirigida per Guillaume du Mottay, es va revoltar contra el domini creixent de la nova ciutat i les taxes que exigia. Però van ser vençuts pels malovins, associats per a l'ocasió a les tropes reials. Les muralles de la ciutat seran llavors abatudes i el castell d'Oreigle, sobre l'actual indret de la torre Solidor quedara arrasat. Símbol del nou domini maloví, la teulada de la catedral d'Aleth serà desmuntada.
La desaparició de l'istme de sorra que emergia a la marea baixa entre Cézembre i Saint-Malo, probablement degut al violent terratrèmol que va sacsejar Bretanya i tota la costa continental de la Màniga fins a Holanda el 1427, va modificar també els accessos a les dues ciutats, en benefici de la ciutat de Saint-Malo.

## La fortalesa
Al final del segle xvii, l'indret, d'ara endavant conegut sota el nom de "ciutat d'Aleth", fou equipat amb una petita bateria per protegir l'entrada del Rance. Vauban, llavors inspector general de les fortificacions del rei, va advertir als malovins que la manca de fortificacions en aquesta alçada feia córrer un risc a la ciutat: «Fortifiqueu-me aquestos turons d'allà o alguns dies, vint morters us deixaran en cendres». Però caldria esperar diverses incursions angleses perquè es fes una verdadera fortificació de la ciutat d'Aleth. El 1759, l'enginyer en cap de la ciutat de Saint-Malo, el cavaller Mazin, va construir un gran fort d'artilleria capaç de defensar Saint-Malo, el seu port, l'accés al Rance i el rerepaís (l'actual Saint-Servan). És el fort que encara és visible avui.
La fi dels conflictes amb Angleterre portarà al seu abandonament progressiu.

## Segona Guerra mundial
Durant l'ocupació i per la seva posició estratègica en la defensa de la zona, els alemanys van fortificar de nou l'antiga ciutat, trufant el subsòl d'una xarxa de galeries i casamates, connectades a diferents fortins de ciment i torretes d'artilleria, disposats tots al voltant de la península. El fort fou el centre del que els alemanys anomenaven llavors la "fortalesa de Saint-Malo", un conjunt de fortificacions tot al voltant de la ciutat, sobre l'illa de Cézembre, de la Punta de la Varde, Saint-Ideuc, la muntanya de Sant Joseph i diferents línies de defenses al Clos-Poulet o les altres illes de l'entorn. De 1942 a 1944, seran així construïts o instal·lats a l'antic fort, una bateria d'artilleria de 4 canons (2 de 105 mm, 1 de 76,2 mm i 1 de 75 mm), bateries antiaèries (3 canons de 40 mm bofors), una posició de comandament del conjunt de les fortificacions de Saint-Malo, aquarteraments per a més de 200 homes i diferents llocs de protecció (casamates i nius de metralladores, refugis per a morters, etc.). El tot estava enllaçat per més de 1.300 metres de galeries subterrànies portant als 32 fortins i als 8 fortins o campanes blindades que cenyien el fort. Fou des d'aquesta base militar que el coronel Andreas Von Aulock va dirigir la "fortalesa de Saint-Malo".
Després del desembarcament de Normandia el juny, els Aliats penetren a Bretanya el 31 de juliol. El 4 d'agost, bloquejaren tots els accessos a la zona de Saint-Malo. La 83a divisió d'infanteria americana reforçada pel 121è regiment d'infanteria (8a divisió d'infanteria) i de les unitats agregades temporalment a la divisió tenien per encàrrec alliberar Saint-Malo i Dinard. Els americans estimaven que una sola divisió podia ocupar Saint-Malo, el nombre de defensors de la qual va ser avaluat a la baixa per l'estat major del 3r exèrcit americà. No tenint Bretanya prou interès per al general Patton, una gran part de les unitats americanes del 3r exèrcit de Patton va rebre ordre de fer moviment cap a l'est per intentar prendre en revés el gruix de les forces alemanyes encara presents a Normandia.
També els Americans apel·laran àmpliament al bombardeig aeri i als tirs d'artilleria per ocupar la fortificació. No és fins després de 2 assalts d'infanteria, molt mortífers pels Aliats, i més de 8 dies de piconament, que el coronel Andreas Von Aulock accepta capitular, el 17 d'agost de 1944.

## L'indret actual
Actualment, l'indret és un lloc turístic. Un museu, el memorial 39-45 construït per la ciutat de Saint-Malo al blocaus de la defensa antiaèria, descriu el període de l'ocupació, de les fortificacions alemanyes i de l'alliberament de la ciutat. Un passeig fent el tomb a la ciutat, que ofereix un panorama sobre Solidor, l'estuari del Rance, Dinard, el cap Fréhel i la vella ciutat de Saint-Malo, ha estat arranjat i millorat. En els anys 1960 es van plantar pins, fent l'indret menys auster, i un càmping d'estiu ha estat condicionat sobre la part sud de la península. Al costat, al començament dels anys 1970, escorcolls arqueològics han revelat el conjunt dels fonaments de l'antiga església d'Aleth.
L'historiador i acadèmic bretó Louis Duchesne residia a la ciutat d'Aleth, en un antic cos de guàrdia del bastió construït per Vauban. Fins a 1922, data de la seva mort, s'hi quedava cada estiu, reposant de la seva càrrega de director de l'Escola francesa de Roma, banyant-se com a esportista complet a la petita ansa de Saint-Père. Primer president de la Societat d'història i arqueologia de Saint-Malo, ha escrit sobretot sobre l'origen d'aquesta ciutat. Tenia per veïna Suzy Solidor.